# Escaro
Escaro é uma comuna francesa na região administrativa da Occitânia, no departamento dos Pirenéus Orientais. Estende-se por uma área de 15.21 km², com 107 habitantes, segundo o censo de 2018, com uma densidade de 7.0 hab/km².